# یواس‌اس مارک (ای‌جی-۱۴۳)
یواس‌اس مارک (ای‌جی-۱۴۳) (به انگلیسی: USS Mark (AG-143)) یک کشتی بود که طول آن ۱۸۰ فوت (۵۵ متر) بود. این کشتی در سال ۱۹۴۴ ساخته شد.